# 1975〜1986
「1975～1986」（いちきゅうななごういちきゅうはちろく）は、河島英五のベスト・アルバム。
1987年11月1日にCBS・ソニーから発売された。
CDのサイドキャップには「河島英五の歩み、時代の断片14曲を集成。」と記述されている。

## 解説
CBS・ソニー移籍後の2枚目のベスト・アルバムであるが、前回の『ベスト・セレクション』同様に移籍前の音源も含めて楽曲が収められている。
『ベスト・セレクション』とも共通している楽曲は「酒と泪と男と女」「生きてりゃいいさ」「竜馬のように」「野風増」「時代おくれ」の以上5曲である。

## 収録曲
特記以外　作詞・作曲：河島英五　編曲：宮本光雄

### CD
1. 酒と泪と男と女
2. 運命
3. 訪ねてもいいかい
4. 石仏
5. 仁醒
6. 何かいいことないかな
7. 青年
  - 編曲：河島英五とホモ・サピエンス
8. 野風増
  - 作詞：伊奈二朗／作曲：山本寛之／編曲：ALFALFA
9. 生きてりゃいいさ
10. 青春旅情
  - 編曲：瀬尾一三
11. 泣きぬれてひとり旅
12. 竜馬のように
  - 作詞：荒木とよひさ／作曲：チト河内／編曲：後藤次利・青木望
13. ありったけのRHAPSODY
  - 作詞：大津あきら／編曲：チト河内
14. 時代おくれ
  - 作詞：阿久悠／作曲：森田公一／編曲：チト河内・福井峻

### カセットテープ
SIDE A
1. 酒と泪と男と女
2. 運命
3. 訪ねてもいいかい
4. 石仏
5. 仁醒
6. 何かいいことないかな
7. 青年

SIDE B
1. 野風増
2. 生きてりゃいいさ
3. 青春旅情
4. 泣きぬれてひとり旅
5. 竜馬のように
6. ありったけのRHAPSODY
7. 時代おくれ